# میسونویل، میشیگان
میسونویل (به انگلیسی: Masonville Township) یک منطقهٔ مسکونی در ایالات متحده آمریکا است که در شهرستان دلتا، میشیگان واقع شده‌است.
 میسونویل ۴۴۱٫۴ کیلومتر مربع مساحت و ۱٬۷۳۴ نفر جمعیت دارد و ۱۹۳ متر بالاتر از سطح دریا واقع شده‌است.